# Distretto di Tatabánya
Il distretto di Tatabánya (in ungherese Tatabányai járás) è un distretto dell'Ungheria, situato nella provincia di Komárom-Esztergom.